# What I Miss About You
What I Miss About You – piosenka jazz/blues stworzona przez Andreę McEwan i Katie Meluę na trzeci album studyjny Meluy Pictures (2007). Utwór początkowo miał zostać wydany jako trzeci singel promujący krążek jednak wycofano go z planów wydania z niewyjaśnionych przyczyn. "What I Miss About You" zastąpiono piosenką "Ghost Town" wydaną jako singel 23 czerwca 2008. Słowa kompozycji, napisane przez Andreę McEwan, opowiadają o końcu pewnego związku, co doprowadziło do błędnego kojarzenia ich ze znajomością artystki z Lukiem Pritchardem.